# 冤罪シリーズ
『冤罪シリーズ』（えんざいシリーズ）は、2000年から2003年までTBS系で放送されたテレビドラマシリーズ。全4回。主演は加藤剛。
放送枠は「月曜ドラマスペシャル」（第1作・第2作）、「月曜ミステリー劇場」（第3作・第4作）。

## 概要
西村京太郎の推理小説『ハイビスカス殺人事件』と『殺人者はオーロラを見た』の2作に登場する、大学の民俗学の教授・若杉徹を主人公とする。タイトルの通り、若杉が冤罪事件に挑むストーリーとなっている。

## キャスト

### 主人公と家族
若杉徹
演 - 加藤剛
東都大学の民族学教授。
草野咲
演 - 伊藤かずえ
若杉の娘。夫の義巳に死刑判決が下り、娘の奈保と無理心中未遂を起こす（第1作）。
内藤由紀
演 - 山村紅葉
愛子の妹で若杉の義妹。母は妙子。
草野奈保
演 - 石橋真帆
義巳と咲の娘。
若杉愛子
演 - 片山万由美（第1作）
若杉の妻。故人。
草野義巳
演 - 沢向要士（第1作）
草野モータースの社長。父は良造で母は房。元暴走族。金融業者とその妻とお手伝いの3人を羽賀竹男と共謀し殺害したという理由で逮捕される。身に覚えがないと無実を主張するが4年後死刑判決が下る。

### ゲスト
第1作「冤罪」（2000年）
- 土佐犬の辰（建築作業員） - 荘司肇
- 留萌恭子（弁護士） - 早野ゆかり
- 草野良造（義巳の父） - 児玉泰次
- 草野房（義巳の母） - 高山真樹
- 羽賀竹男（強盗殺人事件の容疑者・義巳の暴走族時代の友人・羽賀二郎の兄） - 小山力也
- みゆき（ホステス・羽賀二郎の恋人） - 坪井木の実

第2作「冤罪II」（2000年）
- 内藤妙子（愛子と由紀の母） - 岩崎加根子
- 遠藤清吉（痴呆症） - 浜田寅彦
- 三条貞雄（若杉の大学時代の恩師） - 滝田裕介
- 村田洋子（看護師） - 坪井木の実
- 矢野政美（社会福祉法人「麗樹会」会長） - 伊東達広
- 三宅加代子（咲の後輩・介護士） - 小飯塚貴世江
- 森山（バンドマスター） - 加藤大治郎
- 武内亨

第3作「冤罪III」（2002年）
- 鬼塚（世田谷西警察署 警部補） - 増沢望
- 風岡大（パチンコチェーン店アルバイト・奈保の家庭教師） - 加藤小次郎
- 武田（パチンコチェーン店店長） - 矢野和朗
- 金丸勇（パチンコチェーン店社長） - 星野元信
- 金丸香織（金丸の娘） - 芳賀優里亜
- 風岡秋子（風岡の母・連合会と片山医院の経理） - いしだあゆみ

第4作「冤罪IV」（2003年）
- 斉藤美津子（新聞記者・咲の親友） - 渡辺典子
- 宇津木馨（若杉の教え子） - 田中壮太郎
- 吉田まや（安藤の実妹） - 林美穂
- 緒方知子（陶芸家） - 田野聖子
- 刑事 - 松島正芳、田中美央
- まやの叔母 - 片山万由美
- 松本幹夫（長野県警 元刑事） - 小美野欽士
- 長野県警 刑事 - 堀越大史
- 緒方久作（OKセキュリティー 初代社長） - 小倉馨
- 高校職員 - 鈴木信明
- 緒方昌史（婿養子で旧姓「宮田」） - 佐々木征史
- 横井克己（撲殺死体） - 蔵本康文
- 井上（安藤の保護司） - 中吉卓郎
- 大森（松本に金を貸した男性） - 若尾哲平
- OKセキュリティー 社員 - 小杉幸彦
- まやの母 - 岡林桂子
- 宇津木（馨の父） - 中寛三
- アベック - 谷部央年、山本祐梨子
- 看護師 - 山本貴永
- 刑事 - 菊池隆志、佐野元哉
- OKセキュリティー 社員 - 中西台次
- 秋山勇次（杉並東警察署 課長） - 河原崎次郎
- 下川浩一（上田南警察署 元刑事） - 近童弐吉
- 安藤剛志（馨の友人・11年前に殺人事件の容疑で逮捕され現在仮出所中） - 原田龍二

## スタッフ
- 原案 - 西村京太郎
- 脚本 - 鶴島光重、池田幻、津田さより
- 監督 - 藤嘉行
- プロデューサー - 古賀伸雄（劇団俳優座）、板東誠一（劇団俳優座）、本多敬（劇団俳優座）
- 製作 - TBS、劇団俳優座

## 放送日程
| 話数 | 放送日        | サブタイトル | 原作（原案）                                        | 脚本              | 監督   |
| ---- | ------------- | --- | --------------------------------------------------- | ----------------- | ------ |
| 1    | 2000年3月13日 | 娘の夫に突然ふりかかった強盗殺人の汚名！ 死刑判決を覆すために一人立ち上がった父親 執念の追跡劇は実るか!?             | 「ハイビスカス殺人事件」 「殺人者はオーロラを見た」 | 鶴島光重          | 藤嘉行 |
| 2    | 9月25日       | 犯人は本当に82歳痴ほう症の老人なのか? 善良な老人を食い物にする悪徳老人ホーム業者に若杉が立ち向かう                   | 「殺人者はオーロラを見た」                          | 鶴島光重 小林悦子 | 藤嘉行 |
| 3    | 2002年6月10日 | 最愛の息子が突然5000万円強奪指名手配犯に… 無実を信じる借金苦の母に宅急便で届いた1000万円の謎… 執念の捜査が呼ぶ大逆転 | 「殺人者はオーロラを見た」 「失踪計画」             | 鶴島光重          | 藤嘉行 |
| 4    | 2003年6月30日 | 骨髄ドナーは殺人犯！白血病の妹の命が危ない… 11年前冤罪事件はなぜ起きた? 手術までの48時間以内に真犯人を暴け！         | 「ハイビスカス殺人事件」 「殺人者はオーロラを見た」 | 池田幻 津田さより | 藤嘉行 |